# Rhipidia alampetis
Rhipidia alampetis är en tvåvingeart som först beskrevs av Alexander 1971.  Rhipidia alampetis ingår i släktet Rhipidia och familjen småharkrankar.
Artens utbredningsområde är Panama. Inga underarter finns listade i Catalogue of Life.